# Brad Buxer
Bradley Buxer é um tecladista e compositor americano, conhecido por suas muitas colaborações com o músico Michael Jackson. Além de gravar com Michael, Buxer também atuou como diretor musical de suas turnês durante muitos anos. Antes disso, ele foi músico de estúdio de artistas como Stevie Wonder e Smokey Robinson e membro da banda de new wave Jetzons, com Bruce Connole, Damon Doiron e o baterista Steve Golladay. Nos anos 2000, ele se reuniu com Connole e com os Suicide Kings.
Buxer foi contratado por Michael Jackson para compor músicas para o jogo eletrônico Sonic the Hedgehog 3, lançado em 1994. Ele reuniu uma equipe composta por Bobby Brooks, Darryl Ross, Geoff Grace, Doug Grigsby III e Cirocco Jones para auxiliá-lo, junto com Michael. O tema da fase IceCap Zone do jogo é uma versão instrumental da canção "Hard Times", gravada pelos The Jetzons em 1981, mas ainda inédita na época — banda da qual Buxer fazia parte. A música de fundo do Carnival Night Zone incorpora elementos da música "Jam", lançada por Michael Jackson em 1991, enquanto o tema final do jogo serviu de base para o single "Stranger in Moscow", lançado por Michael em 1995.
Ele agora trabalha como piloto profissional de linha aérea.

## Discografia
| Ano  | Projeto                  | Artista(s)      | Observação(ões)                      |
| ---- | ------------------------ | --------------- | ------------------------------------ |
| 1982 | Made in America          | The Jetzons     | Sintetizador, coautor                |
| 1984 | Bouncin’ Off the Walls   | Matthew Wilder  | Sintetizador                         |
| 1985 | In Square Circle         | Stevie Wonder   | Programação de sintetizador          |
| 1986 | To Be Continued...       | The Temptations | Teclados, sintetizador               |
| 1986 | Dreaming                 | Amanda McBroom  | Membro do grupo, sintetizador        |
| 1987 | Unfinished Business      | Steve Goodman   | Programação de bateria, sintetizador |
| 1987 | One Heartbeat            | Smokey Robinson | Programação de sintetizador          |
| 1987 | Kane Roberts             | Kane Roberts    | Sintetizador                         |
| 1988 | Reflections              | George Howard   | Teclados                             |
| 1989 | Personal                 | George Howard   | Engenheiro                           |
| 1989 | Come Play with Me        | Grady Harrell   | Programação                          |
| 1990 | Shut Up and Dance: Mixes | Paula Abdul     | Teclado                              |
| 1990 | Ivory                    | Teena Marie     | Teclado, programação                 |
| 1990 | Romance Me               | Grady Harrell   | Engenheiro                           |
| 1991 | The Earth Is...          | Air Supply      | Teclados, programação, cordas        |
| 1991 | Mixed Emotions           | David Peaston   | Engenheiro, programação              |
| 1994 | Sonic the Hedgehog 3     | Michael Jackson | Jogo eletrônico, compositor          |
| 2008 | The Complete Jetzons     | The Jetzons     | Sintetizador, coautor                |
| 2013 | The Lost Masters         | The Jetzons     | Sintetizador, coautor                |

## Filmografia
| Ano  | Obra                                          | Função                       |
| ---- | --------------------------------------------- | ---------------------------- |
| 2001 | Michael Jackson: 30th Anniversary Celebration | Música                       |
| 2005 | Live in Bucharest: The Dangerous Tour         | Ator e intérprete de músicas |
| 2006 | World Music Awards 2006                       | Diretor de segmento          |